# Celavisa
Celavisa ist ein Ort und eine Gemeinde in Portugal.

## Geschichte
Spuren deuten auf die hiesige Anwesenheit von Römern nach deren Eroberung der Region im 2. Jahrhundert v. Chr.
Der heutige Ort entstand vermutlich im Verlauf der mittelalterlichen Reconquista. Erste Stadtrechte erhielt Celavisa 1217.
Es blieb Sitz eines eigenen Kreises bis zu den Verwaltungsreformen nach dem liberalen Miguelistenkrieg 1834. Danach wurde der Kreis Celavisa 1836 aufgelöst und Arganil angegliedert.
1932 wurde die erste eigene Grundschule in Celavisa eröffnet, 1936 erhielt der Ort elektrisches Licht.

## Verwaltung
Celavisa ist Sitz einer gleichnamigen Gemeinde (Freguesia) im Kreis (Concelho) von Arganil im Distrikt Coimbra. In ihr leben 142 Einwohner auf einer Fläche von 15 km² (Stand 19. April 2021).
Folgende Ortschaften liegen im Gemeindegebiet:
- Adcasal
- Caratão
- Celavisa
- Jorjais
- Linhares
- Pracerias
- Travessas